# Sakhaline I
Pour les articles homonymes, voir Sakhaline (homonymie).
Sakhaline I (aussi orthographié Sakhaline-I ou Sakhaline 1) est un projet d'exploration et de production de trois champs de gaz offshore en mer d'Okhotsk au large de l'île de Sakhaline. Deux autres projets sont en cours dans la même zone, Sakhaline II et Sakhaline III.

## Historique
Les trois champs de Chayvo, Odoptu et Arkutun-Dagi ont été découverts dans les années 1980 mais leur potentiel n'avait pas été évalué précisément. 
En 1996, un consortium de majors internationales a signé un accord de partage de production (PSA) avec le concessionnaire des champs, la fédération de Russie et le gouvernement de Sakhaline. Des techniques avancées d'acquisition en 3D ont permis en 1998 d'évaluer une taille de gisement supérieure aux premières estimations des années 1980, rendant l'exploitation du projet, bien qu'en environnement hostile, rentable. 
Depuis, des forages d'une profondeur record ont été réalisés et un gazoduc acheminant le gaz vers le port de De-Kastri (puis vers les marchés asiatiques) à travers le détroit de Tartarie est en cours de construction.

## Membres du consortium
- 30,0 % - ExxonMobil
- 30,0 % - Sakhalin Oil & Gas Development (Japon)
- 20,0 % - ONGC Videsh (Inde)
- 11,5 % - Sakhalinmorneftegas-Shelf (Russie)
- 8,5 % - RN-Astra (Russie)

Les partenaires russes Sakhalinmorneftegas-Shelf et RN-Astra sont des filiales de Rosneft. Les participants du Sakhalin Oil & Gas Development sont le gouvernement japonais (50%), Itochu, JAPEX (en), Marubeni et Inpex.
À la suite de l'invasion de l'Ukraine par la Russie en 2022, ExxonMobil Corporation a annoncé son retrait du projet en mars 2022.

## Controverses environnementales
L’UICN a identifié les risques que l’activité de prospection pétrolière et gazière dans cette région, ainsi que le trafic maritime associé, font peser sur les baleines grises et leur zone de reproduction,.